# Hamburger Schwimm-Club von 1879
Der Hamburger Schwimm-Club HSC wurde im Jahr 1879 gegründet und war zu der Zeit der zweite reine Schwimmverein in Deutschland.

## Geschichte
Mit dem Bau des Kombi-Bades in Hamburg-Ohlsdorf (Hallenbecken und Freibecken) verlagerte sich das Vereinsgeschehen in den Norden der Hansestadt. Das Vereinshaus wurde zunächst im Justus-Strandes-Weg errichtet. In den 1990er Jahren zog das Clubheim direkt in den ehemaligen Eingang des Schwimmbads Ohlsdorf. 2004 feierte der HSC sein 125-jähriges Bestehen mit einem großen Tag der offenen Tür im Schwimmbad.
Der HSC hat ein breit gefächertes Angebot in den Bereichen Gesundheits- und Breitensport sowie Schwimmen im Jugend- und Leistungsbereich. Früher gab es auch eine Kunst- und Turmsprungabteilung und es wurde erfolgreich Wasserball gespielt. Das Wasserspringen wurde aufgegeben, die Wasserballabteilung wurde ausgegliedert und bildet seit 1995 eine Säule des Wasserballvereins Sportteam Hamburg.

## Persönlichkeiten
Der HSCer Erwin Sietas qualifizierte sich dreimal für Olympische Spiele. 1936 gewann er in Berlin die Silbermedaille über 200 Meter Brust. Zwei Jahre zuvor war er bereits Europameister über diese Strecke geworden. Im Jahr 1992 wurde er in die International Swimming Hall of Fame aufgenommen.
Im September 2008 verkündete der mehrfache nationale Meister und deutscher Rekordhalter Steffen Deibler seinen Wechsel von der TG Biberach zum Hamburger Schwimm-Club. Der Freistil- und Schmetterlingsprinter war Teilnehmer der Olympischen Spiele 2008 in Peking und 2012 in London, wo er Vierter über 100 m Schmetterling wurde.
Seit 2009 schwamm auch der jüngere der beiden Deibler-Brüder, Markus Deibler, für den Hamburger SC. Der Freistil- und Lagenspezialist wurde 2010 u. a. Vizeweltmeister über 100 m Lagen bei den Kurzbahnweltmeisterschaften in Dubai und war Teilnehmer der Olympischen Spiele 2008 in Peking und 2012 in London, wo er Rang acht über 200 m Lagen erreichte.
Im April 2013 wechselte die Freistilspezialistin und Vizeeuropameisterin 2012 über 200 m Freistil, Silke Lippok, von der SSG Pforzheim zum Hamburger SC. Seit Ende 2012 trainierte sie mit Steffen und Markus Deibler unter Trainerin Petra Wolfram am Olympiastützpunkt Hamburg. Lippok war Teilnehmerin der Olympischen Spiele 2012 in London.

## Erfolge

### 2014
- In der 2. Bundesliga Nord erreichten die beiden 1. Mannschaften des HSC den Klassenerhalt auf Platz 7 (weiblich) und Platz 3 (männlich).
- Markus Deibler schwamm am 7. Dezember 2014 einen neuen Kurzbahnweltrekord über 100 m Lagen in 50,66 s bei den Kurzbahnweltmeisterschaften in Doha (Katar) und wird Kurzbahnweltmeister. Neun Tage später beendete er seine aktive Leistungssportkarriere.

### 2013
- Im Frühjahr 2013 schafften die beiden 1. Mannschaften (weiblich und männlich) des Hamburger SCs den Aufstieg aus der DMS Landesliga in die 2. Bundesliga Nord.
- Am 26. Mai 2013 schwamm die HSC-Damenstaffel in der Besetzung Katharina Stephan, Stephanie Hettich, Doreen Löwe und Marit Böhm einen neuen Masters-Europarekord in der Altersklasse 120 über 4 × 100 m Lagen auf der Langbahn in 4:43,78 Minuten.
- Bei den Deutschen Meisterschaften 2013 sammelten Steffen und Markus Deibler zusammen fünf Meistertitel.
- Steffen Deibler schwamm bei den Weltmeisterschaften 2013 in Barcelona im Halbfinale über 50 m Schmetterling einen neuen deutschen Rekord in 23,02 s.

### 2010
- Die Brüder Steffen und Markus Deibler waren bei den Kurzbahneuropameisterschaften in Eindhoven erfolgreichste Medaillensammler des Deutschen Schwimmverbandes. Steffen konnte drei Titel erringen (50 m Freistil, 50 m und 100 m Schmetterling), Markus gewann die Titel über 100 m und 200 m Lagen.
- Zwei der insgesamt drei Medaillen des Deutschen Schwimmverbandes bei den Kurzbahnweltmeisterschaften in Dubai wurden von Steffen Deibler (Bronze, 50 m Schmetterling) und Markus Deibler (Silber, 100 m Lagen mit deutschem Rekord) gewonnen.

### 2009
- Steffen Deibler schwamm am 14. November 2009 in Berlin einen neuen Kurzbahnweltrekord über 50 m Schmetterling in 21,80 s.

### 2008
- Die HSCerin Marit Breitfeld wurde bei den Weltmeisterschaften der Masters in Perth (Australien) dreifache Vizeweltmeisterin. Die Brustschwimmerin gewann über 50, 100 und 200 Meter jeweils Silber in der Altersklasse 30–34.
- Die 1. Damenmannschaft des HSC schwamm bei der DMS (Deutsche Mannschaftsmeisterschaften Schwimmen) in der 2. Bundesliga Nord auf den achten Platz.
- Die 1. Herrenmannschaft des HSC erreichte den zweiten Platz in der Hamburger Landesliga.

### 2007
- Die männliche D-Jugend des HSC siegte beim Bundesfinale der Deutschen Mannschaftsmeisterschaften der Jugend (DMSJ) und wurde somit Deutscher Mannschaftsmeister.
- Die HSCerin Alessa Dörling erreichte in der Gesamtwertung des Freiwasser-Europacups den zweiten Platz.
- Die 1. Damenmannschaft des HSC schwamm bei der DMS (Deutsche Mannschaftsmeisterschaften Schwimmen) in der 2. Bundesliga Nord auf den fünften Platz und schaffte somit souverän den Klassenerhalt.
- Die 1. Herrenmannschaft des HSC erreichte in diesem Jahr den dritten Platz in der Hamburger Landesliga.